# Notazioni in termodinamica chimica
Questa voce presenta i nomi e le notazioni delle grandezze di termodinamica chimica raccomandate dalla International Union of Pure and Applied Chemistry (IUPAC) o « Unione internazionale di chimica pura ed applicata ».
Queste raccomandazioni fanno parte del libro Quantities, Units and Symbols in Physical Chemistry chiamato « Green Book » e pubblicato nel 1988. Il manuale originale è stato aumentato nel 2008 e messo in linea nel 2012. I dati originali possono essere trovati nei capitoli PHYSICAL QUANTITIES AND UNITS (p. 3-8), GENERAL CHEMISTRY (p. 47-48) e CHEMICAL THERMODYNAMICS (p. 56-62) di questa edizione. 
La termodinamica chimica è l'applicazione della termodinamica ai composti chimici e alle loro reazioni . In questo campo le notazioni possono essere complesse poiché riguardano allo stesso tempo delle variabili fisiche e delle reazioni chimiche. Inoltre diverse ragioni storiche hanno a lungo reso difficile l'adozione di un linguaggio internazionale comune.
Il Green Book (p. 5) precisa : « Se si usano notazioni diverse da quelle raccomandate dalla IUPAC, esse dovranno essere definite chiaramente. I nomi e i simboli delle unità non possono essere cambiati ». Questa citazione vuol dire che tutte le notazioni non sono obbligatorie. Certo  é importante usare una lingua comune che dovrebbe essenzialmente essere quella definita nel Green Book, specialmente nel campo didattico. Però le notazioni « ufficiali » sono meno importanti quando si tratta di pubblicazioni specializzate e destinate a lettori già avvezzi ai concetti fondamentali.
In questa voce le notazioni sono raggruppate in diversi paragrafi e tabelle secondo le loro categorie. A seguito di certe tabelle sono messi in nota dei commenti spesso estratti dalle note del Green Book. In complemento sarà spiegato l'uso delle tabelle di dati termodinamici standard e alcune difficoltà nelle notazioni.

## Storia
L'origine delle principali notazioni è stata dettagliata nel Journal of Chemical Education  .
- 1865 - Clausius inventa le denominazioni energia ed entropia e i simboli corrispondenti {\displaystyle U} e {\displaystyle S}.
- 1869 - Massieu crea il concetto di potenziale termodinamico.
- 1876 - Gibbs inventa le funzioni oggi chiamate « Energia di Helmholtz » {\displaystyle A} ed « Energia di Gibbs » {\displaystyle G} e crea la termodinamica chimica.
- 1922 - A.W. Porter propone il nome entalpia e il simbolo {\displaystyle H} che erano già in uso nel laboratorio di Kamerlingh Onnes[6].
- 1927 - Théophile de Donder inventa il concetto di affinità chimica in relazione con l'avanzamento[7]. Più tardi altri libri importanti sono stati pubbliccati dalla scuola belga di termodinamica da Prigogine, Defay e Kondepudi [8][9].

Nella seconda metà del XX secolo certe differenze di notazioni rimangono fra i due libri fondamentali che sono quelli di Lewis e Randall (America) e di Guggenheim (Inghilterra). Esse riguardano soprattutto l'energia di Gibbs allora chiamata « energia libera » {\displaystyle F} in America ed « entalpia libera »  {\displaystyle G} in Europa. Ora il simbolo {\displaystyle G} è accettato ma la denominazione della IUPAC « energia di Gibbs » è ancora in competizione con « entalpia libera » che avrebbe dovuto essere abbandonata.

## Unità e tipografia
- L'unità di una grandezza fisica si deduce dalla sua dimensione. Per esempio la dimensione dell'energia é M L2 T-2 e l'unità di energia è il kg.m2.s-2 chiamata joule (J). Se ne deducono per esempio il J.K-1 (entropia, capacità termica) e il J.K-1.mol-1.
- Tipografia delle unità
  - Separatori - Il Green Book propone di scrivere kg.m2.s-2 oppure kg m2 s-2. La prima tipografia sembra più comune benché il Green Book usi la seconda.
  - Esponente negativo o barra di frazione - Adesso gli esponenti negativi sono generalmente preferiti alle barre di frazione, per esempio J.mol-1, ma la scrittura J/mol è anche accettata ed è più facile. L'esempio più complicato di J/(K mol) invece di J.K-1.mol-1, che figurava nel Green Book di 1988, è stato cancellato dall'edizione attuale.
  - Multipli - Se le energie molari sono espresse in J.mol-1 i numeri ottenuti sono enormi. Perciò si usa il multiplo kJ.mol-1 mentre le entropie sono espresse in J.K -1 mol-1. In molti grafici si mette in ascisse 1000/ {\displaystyle T}, ma si può anche mettere (Green Book p. 3) {\displaystyle T} in kK (kilokelvin) cioè  kK/{\displaystyle T}. L'uso del kK é pratico per certi calcoli numerici per esempio quello di un calore {\displaystyle q}(kJ) = {\displaystyle T}(kK).{\displaystyle S}(J.K-1).
  - Caloria - La caloria termochimica é uguale à 4,184 J. Altre definizioni ne danno valori un po differenti (Green Book p. 137).
- Tipografia delle variabili
  - Caratteri corsivi per variabili, indici é esponenti : {\displaystyle C_{p}}, {\displaystyle p_{i}} ;
  - Caratteri romani per gli altri casi : {\displaystyle \mathrm {d} U/\mathrm {d} T}, {\displaystyle \mathrm {\Delta _{r}} H}.

## Variabili estensive, intensive, specifiche
La termodinamica chimica studia dei sistemi chimichi le grandezze di cui sono misurate da variabili di stato classificate in due categorie :
- estensive : proporzionali alla dimensione del sistema che può essere la sua massa {\displaystyle m}  o il suo volume {\displaystyle V} ;
- intensive : indipendenti da questa dimensione,  per esempio la pressione {\displaystyle p}, la temperatura {\displaystyle T}.

Dividendo una variabile estensiva {\displaystyle X} per la quantità di sostanza {\displaystyle n} contenuta nel sistema si ottiene una variabile intensiva che é notata  {\displaystyle X_{\mathrm {m} }} (oppure {\displaystyle {\bar {X}}}) , per esempio il volume molare {\displaystyle V_{\mathrm {m} }=V/n} . Secondo il Green Book (p. 6) l'indice m può essere tralasciato quando non c'é ambiguità e dopo averlo indicato.
Certi autori mettono in minuscolo le grandezze molari , per esempio {\displaystyle v=V/n} invece di {\displaystyle V_{\mathrm {m} }} ma questa convenzione non fa parte delle raccomandazioni della IUPAC.
Una grandezza specifica è anche intensiva e si riferisce a una massa {\displaystyle m}. Si scrive in minuscolo, per esempio il volume specifico  {\displaystyle v=V/m}, oppure la capacità termica specifica {\displaystyle c_{p}=C_{p}/m} dove {\displaystyle C_{p}} è la capacità termica del sistema. Queste grandezze sono soprattutto in uso in fisica.

## Temperatura, pressione, volume
Le tre  variabile di stato temperatura, pressione e volume sono le variabili fondamentali che definiscono un sistema. Essendo data una determinata quantità {\displaystyle n} di un componente puro queste variabili sono collegate da un'equazione di stato {\displaystyle f(p,T,V)=0}.
La temperatura è generalmente indicata in indice della variabile {\displaystyle X}, per esempio {\displaystyle \mathrm {\Delta _{f}} H_{T}}. Quando {\displaystyle T} è la temperatura ambiente di riferimento, 25 °C o 298,15 K, spesso si scrive soltanto 298 : {\displaystyle \mathrm {\Delta _{f}} H_{298}}.
| Nome                                    | Simbolo                             | Definizione                                            | Unità SI  |
| --------------------------------------- | ----------------------------------- | ------------------------------------------------------ | --------- |
| Temperatura assoluta o termodinamica    | {\displaystyle T}                   |                                                        | K         |
| Temperatura Celsius                     | {\displaystyle \theta ,t}           | {\displaystyle T}/K - 273,15                           | °C        |
| Pressione                               | {\displaystyle p,P}                 |                                                        | Pa, N m-2 |
| Volume                                  | {\displaystyle V}                   |                                                        | m3        |
| Coefficiente di dilatazione (cubica)    | {\displaystyle \alpha ,\alpha _{V}} | {\displaystyle (1/V)(\mathrm {d} V/\mathrm {d} T)_{p}} | K-1       |
| Coefficiente di comprimibilità isoterma | {\displaystyle \kappa ,\kappa _{T}} | {\displaystyle (1/V)(\mathrm {d} V/\mathrm {d} p)_{T}} | Pa-1      |

Note a
1. ↑  Il termine temperatura assoluta non é dato nel Green Book ma è quasi sempre utilizzato.
2. ↑  Pressione standard : p° = 105 Pa = 100 kPa = 1 bar ; pressione atmosferica normale : 1 atm = 1,01325 bar. Il bar é un'unità secondaria comoda poiché corrisponde alle condizioni standard.

## Componenti, stati di aggregazione e fasi
Essendo data una grandezza {\displaystyle X} che si rivolge a un componente puro questo stato è indicato con un asterisco se necessario : {\displaystyle X^{*}}.
Per indicare la natura del componente il Green Book (p. 54-55) consiglia di scrivere la sua formula fra parentesi e sulla stessa riga, per esempio {\displaystyle n}(H2O). Si può anche mettere il componente in indice quando é designato con una lettera (A, B, C, ...) o con un numero (1, 2,..., i, ...), per esempio {\displaystyle n_{\mathrm {B} }} o {\displaystyle n_{i}}. Due simboli sullo stesso livello saranno separati da una virgola : {\displaystyle V\mathrm {_{m,B}} }.
Non si devono mettere parentesi in indice, per esempio non scrivere {\displaystyle n_{(\mathrm {B} )}} ma {\displaystyle n_{\mathrm {B} }} oppure {\displaystyle n(\mathrm {B} )}. Il Green Book (p. 47) raccommanda di non mettere le formule in indice per evitare due livelli di indici : non scrivere {\displaystyle n_{\mathrm {H_{2}O} }} ma piuttosto {\displaystyle n(\mathrm {H_{2}O} )}.
Le fasi sono le parti omogenei di un sistema eterogeneo. In ogni fase i componenti si trovano in un determinato stato di aggregazione, il simbolo di cui è indicato fra parentesi, per esempio {\displaystyle V\mathrm {_{m}(g)} }, {\displaystyle V\mathrm {_{m}(H_{2}O,g)} } oppure {\displaystyle V\mathrm {_{m}[(H_{2}O(g)]} }, ma si può anche metterlo in esponente, per esempio {\displaystyle V\mathrm {_{m}^{g}} }. 
Le notazioni più utili di diversi stati di aggregazione sono iscritte nella seguente tabella. 
| Stato di aggregazione, simbolo |    |           |     |                        |    |               |    |
| Gas o vapore                   | g  | Liquido   | l   | Solido                 | s  | Cristallo     | cr |
| Soluzione acquosa              | aq | Soluzione | slt | Fase condensata (s, l) | cd | Fluido (l, g) | f  |

Il Green Book fornisce altre notazioni che possono essere utili in settori specializzati :
cristallo liquido, lc ;  solido amorfo, am ; vetro o sostanza vetrosa, vit ; polimero pol ; monomero, mon ; nematico, n ; sostanza adsorbita, ads .

## Variabili chimiche
Certe variabili misurano la composizione chimica di un sistema e saranno chiamate « variabili chimiche » oppure « variabili di composizione ». Sono determinate dalle quantità di materia (quantità di sostanza) o dalle masse dei diversi componenti. Le variabili chimiche sono definite nel Green Book (p. 47-48) e le più utili sono radunate nella seguente tabella.
| Nome                                                 | Symbolo                        | Definizione o valore                       | Unità SI |
| ---------------------------------------------------- | ------------------------------ | ------------------------------------------ | -------- |
| Costante di Avogadro                                 | {\displaystyle N_{\text{A}},L} | 6,0221x1023                                | mol-1    |
| Numero di molecole                                   | {\displaystyle N}              |                                            | 1        |
| Quantità di sostanza                                 | {\displaystyle n}              | {\displaystyle n=N/N_{A}}                  | mol      |
| Massa di componente {\displaystyle i}                | {\displaystyle m_{i}}          |                                            | kg       |
| Concentrazione massica di {\displaystyle i}          | {\displaystyle \rho _{i}}      | {\displaystyle \rho _{i}=m_{i}/V}          | kg m-3   |
| Frazione massica (di {\displaystyle i})              | {\displaystyle w,(w_{i})}      | {\displaystyle w_{i}=m_{i}/m}              | 1        |
| Concentrazione molare di {\displaystyle i}, molarità | {\displaystyle c_{i}}          | {\displaystyle c_{i}=n_{i}/V}              | mol m-3  |
| Frazione molare                                      | {\displaystyle x,y}            | {\displaystyle x_{i}=n_{i}/n}              | 1        |
| Molalità                                             | {\displaystyle m,m_{i}}        | {\displaystyle m=n/m_{\mathrm {solvant} }} | mol kg-3 |
| Frazione volumica di {\displaystyle i}               | {\displaystyle \phi _{i}}      | {\displaystyle \phi _{i}=V_{i}/V}          | 1        |
| Pressione parziale di {\displaystyle i}              | {\displaystyle p_{i}}          | {\displaystyle p_{i}=x_{i}p}               | Pa       |

Note b
1. ↑  Il termine « Numero di Avogadro » non é accettato dalla IUPAC (Green Book p. 4). Il simbolo {\displaystyle L}, creato in omaggio a Loschmidt, è poco usato.
2. ↑  Il termine « molecola » vuol dire indifferentemente : molecola, atomo, iono, etc.
3. ↑  Esempio : « Quantità di carbonio », e non « Quantità della sostanza carbonio » .
4. ↑  Anche chiamata « densità massica ».
5. ↑  Un'altra notazione {\displaystyle \gamma _{i}}, proposta dal Green Book , è in conflitto col coefficiente di attività.
6. 1 2  {\displaystyle m=\sum _{i}m_{i}\quad n=\sum _{i}n_{i}}.
7. ↑  La concentrazione molare globale di un componente B introdotto in una soluzione é notata {\displaystyle c}(B). Spesso B reagisce in soluzione  (dissociazione, associazione) per dare altre specie chimiche X, Y, Z, ... Le concentrazioni delle varie specie in equilibrio sono notate [B], [X], [Y], [Z], ... Se si considera per esempio un acido HA in concentrazione globale {\displaystyle c}(HA) le specie nella soluzione sono HA, H+, A-  in concentrazioni [HA], [H+], [A-].
8. ↑  Il carattere {\displaystyle c} deve essere scritto in minuscolo poiché {\displaystyle C} significa {\displaystyle N/V=N_{A}c}.
9. ↑  É preferebile scegliere {\displaystyle x} per le soluzioni liquide o solide e {\displaystyle y} per le miscele di gas.
10. ↑  Il Green Book non ha proposto nessuna soluzione pratica al conflitto della notazione {\displaystyle m} fra la massa e la molalità.
11. ↑  Bisogna definire {\displaystyle V} in un modo preciso, per esempio la somma dei volumi {\displaystyle V_{i}} dei componenti puri.
12. ↑  La definizione é valida per qualsiasi gas : perfetto o reale.

## Energia e entropia
Il lavoro e il calore non sono delle variabili di stato ma solo delle quantità. Le variabili di stato riportate nella tabella sono estensive salvo il caso di un'indicazione contraria. 
| Nome                                         | Symbolo               | Definizione                                                    | Unità SI |
| -------------------------------------------- | --------------------- | -------------------------------------------------------------- | -------- |
| Lavoro                                       | {\displaystyle w,W}   |                                                                | J        |
| Calore                                       | {\displaystyle q,Q}   |                                                                | J        |
| Energia interna                              | {\displaystyle U}     | {\displaystyle \mathrm {d} U=\delta q+\delta w}                | J        |
| Capacità termica, {\displaystyle V} costante | {\displaystyle C_{V}} | {\displaystyle \left({\partial U \over \partial T}\right)_{V}} | J K -1   |
| Entalpia                                     | {\displaystyle H}     | {\displaystyle U+pV}                                           | J        |
| Capacità termica, {\displaystyle p} costante | {\displaystyle C_{p}} | {\displaystyle \left({\partial H \over \partial T}\right)_{p}} | J K -1   |
| Entropia                                     | {\displaystyle S}     | {\displaystyle \mathrm {d} S={\delta q_{rev} \over T}}         | J K -1   |

Nota c
1. ↑  I sistemi chimici sono supposti immobili cioè senza energia cinetica dunque l'energia {\displaystyle E} si riduce all'energia interna {\displaystyle U}.

## Potenziali termodinamici
Un potenziale termodinamico è anche chiamato « funzione caratteristica » delle variabili naturali {\displaystyle T}, {\displaystyle V} oppure {\displaystyle T}, {\displaystyle p}. Fra queste funzioni l'energia di Gibbs è di gran lungo la più importante per le applicazioni.
| Nome                                         | Symbolo               | Definizione          | Unità SI | Variabili naturali  |
| -------------------------------------------- | --------------------- | -------------------- | -------- | ------------------- |
| Energia di Helmholtz o funzione di Helmholtz | {\displaystyle A,(F)} | {\displaystyle U-TS} | J        | {\displaystyle T,V} |
| Energia di Gibbs o funzione di Gibbs         | {\displaystyle G}     | {\displaystyle H-TS} | J        | {\displaystyle T,p} |
| Funzione di Massieu                          | {\displaystyle J}     | {\displaystyle -A/T} | J K -1   | {\displaystyle T,V} |
| Funzione di Planck                           | {\displaystyle Y}     | {\displaystyle -G/T} | J K -1   | {\displaystyle T,p} |

Note d
1. ↑  Non si deve confondere « potenziale termodinamico » (estensivo) con « potenziale chimico » (intensivo, § 10).
2. ↑  Il termine « energia libera di Gibbs » non fa parte del vocabolario del Green Book.
3. ↑  Il simbolo {\displaystyle F} non figurava nella edizione 1988 del Green Book. L'edizione di 2008 indica che è utilizzato « qualche volta ». Perciò è stato scritto fra parentesi.
4. ↑  Il termine greco ενϑαλος che é all'origine di  « entalpia » significa  calore interno.  Al contrario una variazione di energia di Gibbs rappresenta il lavoro massimo che un sistema possa fornire, dunque il termine « entalpia libera » é inadatto.  Però, benché questo termine non fosse stato ritenuto dal Green Book, si trova ancora nell'uso comune.

## Tipi di processi chimici
Un processo chimico è un'operazione che realizza una trasformazione (reazione, cambiamento di fase, ...) di sostanze chimiche. Nelle seguenti tabelle sono radunati gli indici e gli esponenti che precisano i tipi e le condizioni dei processi.

### Indici: tipi di processi
| Indici, dopo il simbolo {\displaystyle \Delta } |                                                        |  |                |                                           |  |                            |                                           |
| Reazione chimica generale                       | {\displaystyle \Delta _{\mathrm {r} }X}                |  | Fusione        | {\displaystyle \Delta _{\mathrm {fus} }X} |  | Dissoluzione (soluto)      | {\displaystyle \Delta _{\mathrm {sol} }X} |
| Reazione di formazione standard                 | {\displaystyle \Delta _{\mathrm {f} }X^{\mathrm {o} }} |  | Vaporizzazione | {\displaystyle \Delta _{\mathrm {vap} }X} |  | Miscela (fluidi)           | {\displaystyle \Delta _{\mathrm {mix} }X} |
| Reazione di combustione                         | {\displaystyle \Delta _{\mathrm {c} }X}                |  | Sublimazione   | {\displaystyle \Delta _{\mathrm {sub} }X} |  | Diluizione                 | {\displaystyle \Delta _{\mathrm {dil} }X} |
| Reazione di atomizzazione                       | {\displaystyle \Delta _{\mathrm {at} }X}               |  | Adsorbimento   | {\displaystyle \Delta _{\mathrm {ads} }X} |  | Trasferimento fra due fasi | {\displaystyle \Delta _{\mathrm {trs} }X} |

### Esponenti: condizioni dei processi
| Exponenti, dopo la grandezza {\displaystyle X} |                                  |  |        |                                   |  |           |                                    |
| Excesso                                        | {\displaystyle X^{\mathrm {E} }} |  | Ideale | {\displaystyle X^{\mathrm {id} }} |  | Apparente | {\displaystyle X^{\mathrm {app} }} |

## Potenziale chimico e grandezza parziale molare
Si considera un sistema che può scambiare calore, lavoro e energia chimica attraverso un processo infinitesimale. La sua variazione di energia si esprime con la relazione fondamentale :
{\displaystyle \mathrm {d} U=T\mathrm {d} S-p\mathrm {d} V+\sum _{i}\mu _{i}\mathrm {d} n_{i}}
Le variabili intensive {\displaystyle T,p,\mu _{i}} sono le variabili di tensione associate respettivamente alle variabili estensive
{\displaystyle S,V,n_{i}}. Da questa relazione si deduce la definizione del potenziale chimico del componente {\displaystyle i} cioè
{\displaystyle \mu _{i}=(\partial U/\partial n_{i})_{S,V,n_{j}\neq n_{i}}}.
Nella pratica questa definizione non permette di ottenere il potenziale chimico  {\displaystyle \mu _{i}}. Se ne deduce la seguente relazione che serve di definizione pratica di {\displaystyle \mu _{i}} come derivata dell'energia di Gibbs  {\displaystyle G(T,p,n_{i})}  :
| {\displaystyle \mu _{i}=\left({\frac {\partial G}{\partial n_{i}}}\right)_{T,p,n_{j}\neq n_{i}}} |

Il potenziale chimico é un caso particolare di grandezza parziale molare {\displaystyle X_{i}}   (oppure  {\displaystyle {\bar {X}}_{i}})  che si deduce da {\displaystyle X}  attraverso la relazione :
| {\displaystyle X_{i}=\left({\frac {\partial X}{\partial n_{i}}}\right)_{T,p,n_{j}\neq n_{i}}} |

Nota e
1. ↑   La notazione {\displaystyle X_{i}} proposta da Guggenheim ha il vantaggio di essere la più semplice. Il Green Book (p. 57, Nota 10) la consiglia pur segnalando un rischio di confusione con la notazione di una grandezza estensiva.

## La reazione chimica

### Avanzamento della reazione chimica
In termodinamica una reazione chimica è scritta sotto la forma di bilancio fra i reagenti a sinistra e i prodotti a destra. Fra le due parti si mette il segno =. Uno scopo della termodinamica sarà poi di determinare per esempio se si tratta di una reazione totale (segno {\displaystyle \rightarrow }) oppure di un equilibrio chimico (segno {\displaystyle \rightleftharpoons }). 
Una equazione chimica non é un'equazione matematica : quando si scambiano i due membri le proprietà termodinamiche cambiano di segno. Le formule termodinamiche sono più semplici se si spostano i reagenti nel membro di destra (cfr. tabella seguente) ciò che rende negativi i loro coefficienti stechiometrici {\displaystyle \nu _{i}}.
Si suppone che la reazione si svolga nelle condizioni stechiometriche e che le quantità iniziali e finali del componente numero {\displaystyle i}  siano {\displaystyle n_{i,0}} e {\displaystyle n_{i}}. Il Green Book (p. 48) definisce l'avanzamento {\displaystyle \xi } (mol) della reazione come :
{\displaystyle \xi ={\frac {n_{i}-n_{i,0}}{\nu _{i}}}\quad \Rightarrow \quad \mathrm {d} n_{i}=\nu _{i}\mathrm {\,} d\xi }
Quando i reagenti sono esauriti  {\displaystyle \xi } prende il valore {\displaystyle \xi \mathrm {_{max}} }. In principio si scegliono i reagenti come origine, cioè {\displaystyle n_{i,0}=0} per i prodotti. Da questo si può definire il grado di reazione (« degree of reaction », intensivo) che non deve essere confuso con l'avanzamento (extensivo) :
{\displaystyle \quad \alpha =\xi /\xi \mathrm {_{max}} \quad \Rightarrow \quad 0\leqslant \alpha \leqslant 1}

### Grandezza di reazione
La definizione di una grandezza di reazione {\displaystyle \Delta \mathrm {_{r}} X} è simile a quella di una grandezza parziale molare e si deduce dalla variazione di {\displaystyle X} a seguito di una reazione infinitesimale. Questa definizione é spiegata più in dettaglio nella seguente tabella.
|                                                                                      | Notazione generale                                                                                                | Esempio particolare |
| ------------------------------------------------------------------------------------ | --- | --- |
| Scrittura classica                                                                   | {\displaystyle a\mathrm {A} +b\mathrm {B} =c\mathrm {C} +d\mathrm {D} }                                           | {\displaystyle \mathrm {4\,HCl+O_{2}=2\,Cl_{2}+2\,H_{2}O} }                                                             |
| Scrittura simbolica, componenti {\displaystyle \mathrm {C} _{i}}                     | {\displaystyle \sum \nu _{i}\,\mathrm {C} _{i}=0}                                                                 | {\displaystyle \mathrm {-4\,HCl-O_{2}+2\,Cl_{2}+2\,H_{2}O=0} }                                                          |
| Quantità di {\displaystyle \mathrm {C} _{i}} prima della reazione                    | {\displaystyle n_{i}}                                                                                             | {\displaystyle \ n_{1}\qquad n_{2}\qquad n_{3}\qquad n_{4}\quad }                                                       |
| {\displaystyle \qquad \ \ \ \qquad \,\;} dopo la reazione                            | {\displaystyle n_{i}+\mathrm {d} n_{i}}                                                                           | {\displaystyle n_{1}+\mathrm {d} n_{1}\quad ...\quad \quad ...\quad n_{4}+\mathrm {d} n_{4}}                            |
| Variazioni delle quantità di {\displaystyle \mathrm {C} _{i}}                        | {\displaystyle \mathrm {d} n_{i}=\nu _{i}\mathrm {d} \xi }                                                        | {\displaystyle -4\,\mathrm {d} \xi \ -\mathrm {d} \xi \quad \ \ 2\,\mathrm {d} \xi \qquad 2\,\mathrm {d} \xi \quad \ }  |
| Variazioni delle grandezze {\displaystyle X_{i}} di {\displaystyle \mathrm {C} _{i}} | {\displaystyle \mathrm {d} X_{i}=\nu _{i}X_{i}\mathrm {d} \xi }                                                   | {\displaystyle -4\,X_{1}\mathrm {d} \xi \ -X_{2}\mathrm {d} \xi \ \,2X_{3}\mathrm {d} \xi \ \,2X_{4}\mathrm {d} \xi \ } |
| Variazione totale di {\displaystyle X}                                               | {\displaystyle \mathrm {d} X=\sum \nu _{i}X_{i}\mathrm {d} \xi }                                                  | {\displaystyle (-4\,X_{1}\ -X_{2}+2\,X_{3}+2\,X_{4})\mathrm {d} \xi }                                                   |
| Grandezza di reazione {\displaystyle \Delta \mathrm {_{r}} X}                        | {\displaystyle \Delta \mathrm {_{r}} X=\left({\frac {\partial X}{\partial \xi }}\right)_{T,p}=\sum \nu _{i}X_{i}} | {\displaystyle -4\,X_{1}\ -X_{2}+2\,X_{3}+2\,X_{4}}                                                                     |

In conclusione la grandezza di reazione {\displaystyle \Delta \mathrm {_{r}} X} è definita e espressa dalle due relazioni :
| {\displaystyle \Delta \mathrm {_{r}} X=\left({\frac {\partial X}{\partial \xi }}\right)_{T,p}=\sum \nu _{i}X_{i}} |

### Affinità chimica ed energia di Gibbs di reazione
Nel caso di una reazione infinitesimale in un sistema chiuso l'espressione generale di {\displaystyle \mathrm {d} U} (§ 10) diventa :
{\displaystyle \mathrm {d} U=T\mathrm {d} S-p\mathrm {d} V+(\sum _{i}\nu _{i}\mu _{i})\mathrm {d} \xi }
Se si definisce l'affinità chimica della reazione come {\displaystyle {\mathcal {A}}=-\sum _{i}\nu _{i}\mu _{i}} questa relazione si scrive : 
{\displaystyle \mathrm {d} U=T\mathrm {d} S-p\mathrm {d} V-{\mathcal {A}}\,\mathrm {d} \xi }
In principio {\displaystyle {\mathcal {A}}} potrebbe essere determinato a {\displaystyle S} e {\displaystyle V} costanti, cioè da {\displaystyle \mathrm {d} U_{S,V}}. Nella pratica questo è troppo difficile e si deve usare la variazione dell'energia di Helmholtz {\displaystyle \mathrm {d} A_{T,V}}, o di quella di Gibbs {\displaystyle \mathrm {d} G_{T,p}}. Infatti si usa la seconda con una reazione a {\displaystyle T,p} costanti e si dimostra che :
{\displaystyle \mathrm {d} G_{T,p}=(\sum _{i}\nu _{i}\mu _{i})\mathrm {d} \xi =-{\mathcal {A}}\,\mathrm {d} \xi }.
Dividendo per {\displaystyle \mathrm {d} \xi } si ottiene l'energia di Gibbs della reazione :
{\displaystyle \Delta \mathrm {_{r}} G=\left({\frac {\partial G}{\partial \xi }}\right)_{T,p}=-{\mathcal {A}}}
Benché l'energia di Gibbs sia ottenuta a {\displaystyle T,p} costanti non si deve dimenticare che {\displaystyle \Delta \mathrm {_{r}} G} è l'energia chimica della reazione, la quale è disponibile qualsiasi le condizioni. Il termine « affinità chimica » sarebbe il più chiaro ma è poco usato.

## Le condizioni standard

### Notazioni dello stato standard
Lo stato standard di una sostanza chimica pura corrisponde alla pressione {\displaystyle p^{\mathrm {o} }} = 1 bar = 100 kPa. Per una sostanza gassosa si tratta dello stato di gas ideale che é un poco differente dello stato reale. 
Per segnalare lo stato standard il Green Book raccomanda di aggiungere l'uno o l'altro dei due seguenti esponenti alla grandezza  {\displaystyle X} :
- {\displaystyle X^{\mathrm {o} }} cioè la lettera minuscola « o » in esponente  o, piuttosto che il ° di °C ;
- {\displaystyle X}⦵ (altra tipografia : {\displaystyle X}⊖).

Per delle ragioni tipografiche l'uso del esponente o è il più comodo.
Nota f
1. ↑  
Fino agli anni 1980, l'esponente o era il solo in uso per designare le condizioni standard, con la pressione standard di allora  {\displaystyle p\mathrm {_{o}} } = 1 atm. Nell'anno 1985, l'IUPAC ha scelto di passare {\displaystyle p\mathrm {^{o}} } a 1 bar. L'indice ⊖ invece di o doveva evitare confusioni fra le due scelte. Più di trenta anni più tardi questo non è più un problema. L'acquisizione informatica del « o » con barra lunga ⦵, che è in uso nel Green book, é complicata  (unicode U+29B5 ⦵, CIRCLE WITH HORIZONTAL BAR), anche se si prende il « o »  barrato  ⊖ (U+2296 ⊖, CIRCLED MINUS) che figura nella font Arial unicode. Perciò l'indice o dovrebbe ormai essere preferito a ⊖.

### Grandezze standard e tabelle termodinamiche
Le grandezze standard di formazione delle sostanze pure sono date nelle tabelle termodinamiche almeno a 25 °C (298,15 K). Per esempio l'entalpia standard di formazione della sostanza {\displaystyle i} é notata {\displaystyle \Delta _{\mathrm {f} }H^{\mathrm {o} }\!_{i}}. Questa è l'entalpia della reazione di formazione di {\displaystyle i} a partire dagli elementi nel loro stato di aggregazione stabile alla stessa temperatura.  Essendo data qualsiasi reazione la sua entalpia è calcolata dalla relazione {\displaystyle \Delta _{\mathrm {r} }H^{\mathrm {o} }=\sum _{i}\nu _{i}\Delta _{\mathrm {f} }H_{i}^{\mathrm {o} }}.
Esistono due categorie di tabelle termodinamiche.
Nella prima categoria i seguenti dati della sostanza sono riportati solo a 298,15 K  :
- entalpia di formazione[g 1]{\displaystyle \Delta _{\mathrm {f} }H^{\mathrm {o} }\!_{298}} ;
- energia di Gibbs di formazione {\displaystyle \Delta _{\mathrm {f} }G^{\mathrm {o} }\!_{298}}, oppure entropia assoluta[g 2] {\displaystyle S^{\mathrm {o} }\!_{298}}.

Nella misura in cui le entalpie e le entropie cambiano poco con {\displaystyle T} queste due grandezze bastano per stimare {\displaystyle \Delta _{\mathrm {r} }G^{\mathrm {o} }\!_{T}} dalla relazione :
{\displaystyle \Delta _{\mathrm {r} }G^{\mathrm {o} }\!_{T}\approx \Delta _{\mathrm {r} }H^{\mathrm {o} }\!_{298}-T\Delta _{\mathrm {r} }S^{\mathrm {o} }\!_{298}}
Anche le tabelle della seconda categoria  danno le entalpie di formazione solo a 298,15 K.
Vi si aggiungono a diverse temperature (abitualmente fra 298,15 e 2000 K) i valori della funzione :
{\displaystyle \Phi ^{\mathrm {o} }\!_{T}=-{\frac {G^{\mathrm {o} }\!_{T}-H^{\mathrm {o} }\!_{298}}{T}}}.
Da questa funzione si deduce {\displaystyle \Delta _{\mathrm {r} }G^{\mathrm {o} }\!_{T}} da una relazione simile a {\displaystyle G=H-TS} :
{\displaystyle \Delta _{\mathrm {r} }G^{\mathrm {o} }\!_{T}=\Delta _{\mathrm {r} }H^{\mathrm {o} }\!_{298}-T\Delta _{\mathrm {r} }\Phi ^{\mathrm {o} }\!_{298}}
La funzione {\displaystyle \Phi ^{\mathrm {o} }\!_{T}} varia lentamente con la temperatura ciò che permette l'evaluazione precisa delle grandezze termodinamiche, per esempio delle costanti di equilibrio.
Note g
1. ↑  Le entalpie sono generalmente dedotte dai calori di combustione.
2. ↑  L'entropia assoluta di una sostanza é nulla à 0 K e cresce con {\displaystyle T}.

### Legge di azione di massa
Notare nella tabella due possibilità di notazioni per :
- le entropie : entropie di formazione o entropie assolute, secondo il caso ;
- le energie di Gibbs di formazione : sono uguali ai potenziali chimichi (origine agli elementi).

| Nome                                  | Simbolo                                                | Definizione | Unità pratica |
| ------------------------------------- | ------------------------------------------------------ | --- | ------------- |
| Entalpia standard di reazione         | {\displaystyle \Delta _{\mathrm {r} }H^{\mathrm {o} }} | {\displaystyle \Delta _{\mathrm {r} }H^{\mathrm {o} }=\sum _{i}\nu _{i}\Delta _{\mathrm {f} }H_{i}\!^{\mathrm {o} }}                                            | kJ mol-1      |
| Entropia standard di reazione         | {\displaystyle \Delta _{\mathrm {r} }S^{\mathrm {o} }} | {\displaystyle \Delta _{\mathrm {r} }S^{\mathrm {o} }=\sum _{i}\nu _{i}\Delta _{\mathrm {f} }S_{i}\!^{\mathrm {o} }=\sum _{i}\nu _{i}S_{i}\!^{\mathrm {o} }}    | J K-1 mol-1   |
| Energia di Gibbs standard di reazione | {\displaystyle \Delta _{\mathrm {r} }G^{\mathrm {o} }} | {\displaystyle \Delta _{\mathrm {r} }G^{\mathrm {o} }=\sum _{i}\nu _{i}\Delta _{\mathrm {f} }G_{i}\!^{\mathrm {o} }=\sum _{i}\nu _{i}\mu _{i}\!^{\mathrm {o} }} | kJ mol -1     |
| Costante di equilibrio                | {\displaystyle K^{\mathrm {o} },K}                     | {\displaystyle \ln K=-{\frac {\Delta _{\mathrm {r} }G^{\mathrm {o} }}{RT}}}                                                                                     | 1             |
| Quoziente di reazione (gas ideali)    | {\displaystyle Q_{p}}                                  | {\displaystyle Q_{p}=\prod _{i}\left({\frac {p_{i}}{p^{\mathrm {o} }}}\right)^{\nu _{i}}}                                                                       | 1             |

Legge di azione di massa nel caso di un equilibrio chimico fra gas ideali e altre sostanze pure  :
| {\displaystyle Q_{p}=K^{\mathrm {o} }} |

Note h
1. ↑  {\displaystyle K} è calcolata usendo i dati delle tabelle termodinamiche e dipende solo di {\displaystyle T}.
2. ↑  La notazione {\displaystyle K^{\mathrm {o} }} sottolinea il carattere standard di {\displaystyle K} ma è poco usata.
3. ↑  La legge di azione di massa con {\displaystyle Q_{p}} si applica solo ai gas ideali, cioè gas sotto bassa pressione. Se si sceglie {\displaystyle p^{\mathrm {o} }} = 1 bar come unità, {\displaystyle p^{\mathrm {o} }} scompare dalla formula. Il Green Book propone la notazione {\displaystyle K_{p}} invece di {\displaystyle Q_{p}}. Questo é fonte di confusione con {\displaystyle K^{\mathrm {o} }}, in particolare in elettrochimica.

## Gas reali e fugacità
La fugacità di un gas reale é un altro modo per esprimere il suo potenziale chimico. Con questo cambio di variabile si conserva l'espressione della legge di azione di massa sostituendo le pressioni parziali con le fugacità. 
| Nome                                            | Symbolo                           | Definizione                                                                                                  | Unità SI    |
| ----------------------------------------------- | --------------------------------- | --- | ----------- |
| Costante universale dei gas ideali              | {\displaystyle R}                 | {\displaystyle R=\lim _{p\to 0}\left({\frac {pV_{\mathrm {m} }}{RT}}\right)=8,3145}                          | J K-1 mol-1 |
| Fattore di comprimibilità                       | {\displaystyle Z}                 | {\displaystyle Z={\frac {pV_{\mathrm {m} }}{RT}}}                                                            | 1           |
| Fugacità (di {\displaystyle i})                 | {\displaystyle f,(f_{i})}         | {\displaystyle \ln {\frac {f_{i}}{p^{\mathrm {o} }}}={\frac {\mu _{i}-\mu _{i}^{\circ }(\mathrm {g} )}{RT}}} | Pa          |
| Coefficiente di fugacità (di {\displaystyle i}) | {\displaystyle \phi ,(\phi _{i})} | {\displaystyle \phi _{i}=f_{i}/p_{i}}                                                                        | 1           |
| Quoziente termodinamico di reazione             | {\displaystyle Q}                 | {\displaystyle Q=\prod _{i}\left({\frac {f_{i}}{p^{\mathrm {o} }}}\right)^{\nu _{i}}}                        | 1           |
| Quoziente dei coefficienti di fugacità          | {\displaystyle Q_{\phi }}         | {\displaystyle Q_{\phi }=\prod _{i}{\phi _{i}}^{\nu _{i}}}                                                   | 1           |

Legge di azione di massa  per un equilibrio chimico fra gas reali e altre sostanze pure :
| {\displaystyle \quad Q=K^{\mathrm {o} }\quad } con {\displaystyle \quad Q=Q_{\phi }Q_{p}} |

Note i
1. 1 2 3  Le variabili {\displaystyle Z}, {\displaystyle \phi }, {\displaystyle Q_{\phi }} sono variabili di deviazione che scompaiono nei gas ideali.
2. ↑  Nel senso inverso la definizione si scrive {\displaystyle \mu _{i}=\mu _{i}^{\circ }(\mathrm {g} )+{RT}\ln {\frac {f_{i}}{p^{\mathrm {o} }}}}.

## Soluzioni
Com'è stata la fugacità per i gas reali, l'attività per le soluzioni é un'altra espressione del potenziale chimico del componente {\displaystyle i}. Il cambio di variabili fra potenziale chimico é attività si scrive nei due sensi : 
{\displaystyle \ln a_{i}={\frac {\mu _{i}-\mu _{i}^{\mathrm {o} }}{RT}}\quad \Leftrightarrow \quad \mu _{i}=\mu _{i}^{\mathrm {o} }+RT\ln a_{i}}
La deviazione fra la soluzione reale e una soluzione ideale di referenza é determinata dal coefficiente di attività {\displaystyle \gamma _{i}} (oppure  {\displaystyle f_{i}}).
Se per esempio la soluzione ideale di referenza è definita dalla legge di Raoult : {\displaystyle \mu _{i}=\mu _{i}^{\mathrm {o} }+RT\ln x_{i}} allora il potenziale chimico di referenza è quello del liquido {\displaystyle i} puro chiamato solvente. Nella soluzione reale il potenziale chimico di {\displaystyle i} si scrive  {\displaystyle \mu _{i}=\mu _{i}^{\mathrm {o} }+RT\ln(\gamma _{i}\,x_{i})} con  {\displaystyle \gamma _{i}=a_{i}/x_{i}}. 
Un'altra scelta di soluzione di referenza è quella della soluzione diluita-ideale definita dalla legge di Henry. Il potenziale chimico di referenza diventa quello di uno dei stati standard soluto. Per definirlo ci sono parecchi modi di estrapolazione della legge di Henry. Dipendono dalla variabile di composizione che si sceglie : frazione molare {\displaystyle x}, concentrazione {\displaystyle c} (mol/L) o molalità {\displaystyle m} (mol/kg). La molalità é abitualmente in uso nel caso delle soluzioni ioniche.
Un riassunto delle diverse possibilità é dato nella seguente tabella tralasciando l'indice {\displaystyle i} del componente. 
| Stato di referenza | Referenza e unità                                     | Actività {\displaystyle a}                                 | Limite ideale                                                      |
| ------------------ | ----------------------------------------------------- | ---------------------------------------------------------- | ------------------------------------------------------------------ |
| Solvente           | {\displaystyle x=1}                                   | {\displaystyle a=\gamma \,x\;(a=f\,x)}                     | {\displaystyle x\rightarrow 1\Rightarrow \gamma \rightarrow 1}     |
| Soluto             | {\displaystyle x=1}                                   | {\displaystyle a=\gamma _{x}\,x}                           | {\displaystyle x\rightarrow 0\Rightarrow \gamma _{x}\rightarrow 1} |
| Soluto             | {\displaystyle c^{\mathrm {o} }=1\;\mathrm {mol/L} }  | {\displaystyle a=\gamma _{c}{\frac {c}{c\mathrm {^{o}} }}} | {\displaystyle c\rightarrow 0\Rightarrow \gamma _{c}\rightarrow 1} |
| Soluto             | {\displaystyle m^{\mathrm {o} }=1\;\mathrm {mol/kg} } | {\displaystyle a=\gamma _{m}{\frac {m}{m\mathrm {^{o}} }}} | {\displaystyle m\rightarrow 0\Rightarrow \gamma _{m}\rightarrow 1} |

Il quoziente di reazione è definito come {\displaystyle Q=\prod _{i}{a_{i}}^{\nu _{i}}}.
Legge di azione di massa  per un equilibrio chimico fra sostanze in soluzione  :
| {\displaystyle \quad Q=K^{\mathrm {o} }\quad } |

Note j
1. ↑  Questa variabile é generale ma è soprattutto utilizzata nel caso delle soluzioni liquide. Può ancora essere chiamata « attività relativa ».
2. ↑  Il coefficiente di attività è l'analogo del coefficiente di fugacità dei gas reali.
3. ↑  Nelle soluzioni (senza emissione di gas) i volumi di reazione sono negligibili cosicché le energie di Gibbs è di Helmholtz di reazione sono uguali.

## Alcune difficoltà nelle notazioni

### Due significati del simboloΔ{\displaystyle \Delta }
Nella sua prima definizione il simbolo {\displaystyle \Delta } indica la variazione {\displaystyle \Delta X=X_{2}-X_{1}} della grandezza {\displaystyle X} conseguente a un processo chimico che fa passare un sistema da uno stato iniziale (1) a uno stato finale (2), per esempio {\displaystyle \Delta V},  {\displaystyle \Delta H}. Salvo indicazione contraria i due stati sono presi nelle stesse condizioni di temperatura e di pressione. Per esempio {\displaystyle \Delta _{\mathrm {vap} }H\mathrm {_{m}} =H\mathrm {_{m}} \mathrm {(g)} -H\mathrm {_{m}} \mathrm {(l)} } é l'entalpia di vaporizzazione molare di una sostanza.
Questa definizione può essere usata in una reazione chimica che fa passare dai reagenti ai prodotti per esempio nelle condizioni standard.
Nel caso generale le variabili di composizione del sistema evolvono nel corso della reazione. Allora il simbolo {\displaystyle \Delta } introduce una grandezza di reazione (§ 11.2) {\displaystyle \Delta \mathrm {_{r}} X} in un modo locale. Questa grandezza intensiva è definita sulla base di un processo infinitesimale intorno a un valore particolare del avanzamento {\displaystyle \xi } della reazione : {\displaystyle \Delta \mathrm {_{r}} X} è il rapporto fra le variazioni {\displaystyle \mathrm {d} X} di {\displaystyle X} e {\displaystyle \mathrm {d} \xi } di {\displaystyle \xi }, cioè {\displaystyle \;\Delta \mathrm {_{r}} X=\left(\partial X/\partial \xi \right)_{T,p}}.
Quando {\displaystyle \Delta \mathrm {_{r}} X} é indipendente del avanzamento, per esempio nei cambiamenti di stato, le due definizioni danno lo stesso risultato.

### Tre notazioni del potenziale chimico
- Il potenziale chimico {\displaystyle \mu _{i}}  di un componente {\displaystyle i} è stato definito (§ 10) come la sua energia di Gibbs parziale molare {\displaystyle G_{i}=\left(\partial G/\partial n_{i}\right)_{T,p,n_{j}\neq n_{i}}}. La notazione particolare {\displaystyle \mu _{i}} non deve fare dimenticare la definizione originale.
- L'energia di Gibbs standard di formazione di un componente  {\displaystyle i} (§ 12.2), che é notata {\displaystyle \Delta _{\mathrm {f} }G^{\mathrm {o} }\!_{T}(i)}, è il suo potenziale chimico standard {\displaystyle \mu _{i}^{\mathrm {o} }}  con l'origine fissata agli elementi ;
- La notazione {\displaystyle \mu _{i}} (§ 14) è quella di un componente in soluzione con un'origine {\displaystyle \mu _{i}^{\mathrm {o} }} definita in vari modi.

### Utilità dell'affinità chimicaA{\displaystyle {\mathcal {A}}}e dell'energia di HelmholtzA{\displaystyle A}
Fra l'affinità chimica {\displaystyle {\mathcal {A}}} e l'energia di Helmholtz {\displaystyle A} c'é un conflitto di notazioni che ha poche conseguenze perché l'uso di queste nozioni é assai limitato :
- L'affinità chimica {\displaystyle {\mathcal {A}}} di una reazione é identica à {\displaystyle -\Delta \mathrm {_{r}} G} ed è questa notazione che è utilizzata nella pratica.
- L'energia di Helmholtz {\displaystyle \Delta _{T,V}A} di reazione a {\displaystyle T}, {\displaystyle V} costanti è uguale a {\displaystyle \Delta \mathrm {_{r}} G}. Per studiare una reazione in qualunque condizioni ({\displaystyle T,p} costanti, o {\displaystyle T,V} costanti, o altre condizioni) si calcola l'espressione di {\displaystyle \Delta \mathrm {_{r}} G(\xi )}.

Quando si consultano i manuali fondamentali di termodinamica come quelli di Lewis e Randall o di Guggenheim si verifica l'assenza di uso pratico delle variabili {\displaystyle {\mathcal {A}}} e {\displaystyle A}.